# فيرخنيي باسكونتشاك (مقاطعة أستراخان)
فيركنيي باسكونتشاك (بالروسية: Верхний Баскунчак) هي مدينة في مقاطعة أستراخان أوبلاست في روسيا. يبلغ عدد سكانها حوالي 8408 نسمة.